# Euphorbia praecox
Euphorbia praecox là một loài thực vật có hoa trong họ Đại kích. Loài này được (Boiss.) Fisch. ex Grossh. mô tả khoa học đầu tiên năm 1932.